# Амрит, Сунил
Сунил Амрит (Sunil S. Amrith; род. 4 сентября 1979 г., Кения) — историк. Доктор философии, профессор Йеля, прежде в 2015-20 гг. профессор Гарварда, специалист по людским миграциям и экологии в регионе Южной и Юго-Восточной Азии. Макартуровский стипендиат (2017), лауреат Infosys Prize (2016) и премии Хейнекена (2022).

## Биография
Вырос в Сингапуре; окончил Кембридж, где получил и степень доктора философии. Вспоминал, что на его мировоззрение как историка повлияли рассказы Майкла Ондатже и Амитава Гоша. Первую книгу, монографию, выпустил на основе диссертации. Вторая книга стала учебником по азиатской миграции.
С 2006 по 2015 год преподавал в Биркбек-колледже Лондонского университета. В 2015-20 гг. профессор Гарварда, с 2018 года заведующий южно-азиатскими штудиями; затем профессор Йеля (Renu and Anand Dhawan Professor истории).
Член редколлегий American Historical Review и Modern Asian Studies, а также History Workshop Journal (являлся его соредактором) и Past and Present (бывший). Один из редакторов книжной серии Histories of Economic Life (Princeton University Press).
Публиковался в журналах American Historical Review, Past and Present, The Lancet, Economic, Political Weekly.
Последняя книга — Unruly Waters: How Rains, Rivers, Coasts, and Seas Have Shaped Asia’s History (Basic Books and Penguin UK, 2018), вошла в шорт-лист Cundill Prize (2019), рецензировалась в Nature, The Economist, The Wall Street Journal, The New York Review of Books. Предыдущая книга, Crossing the Bay of Bengal: The Furies of Nature and the Fortunes of Migrants (Harvard University Press, 2013), удостоилась John F. Richards Prize (2014). Также автор Migration and Diaspora in Modern Asia (Cambridge University Press, 2011) и Decolonizing International Health: South and Southeast Asia, 1930—1965 (Palgrave, 2006).
«История воды, — полагает Сунил Амрит, — показывает, что природа никогда по-настоящему не была покорена». Высоко оценивал книги Виктора Либермана Strange Parallels.
В настоящее время работает над The Ruins of Freedom, запланированной к публикации W.W. Norton and Allen Lane — сразу на нескольких языках. Ценитель джаза. Есть двое детей.